# Medier i Thailand
Medier i Thailand utgörs främst av TV, radio och tidskrifter.

## Historia
Massmedier kom till Thailand först på 1800-talet, men det första nyhetstidningarna publicerades i början av 1900-talet. Det var även då som radio började sändas landet över, runt år 1920. Televisionen var något som introducerades på 1950-talet.
År 2007 när militärstyret tog fart censurerades all media för att förhindra att människor publicerade sådant som talade negativt om regeringen. Dock har det inte alltid funnits en censur i Thailand. Tidigare år har landet rankats som en av länderna med mest frihet inom press och media. 

## Dagspressen
Thailand har varit en av Sydöstra Asiens mest producerade samt säljande dagspress, nyhetstidningar med över 13 miljoner kopior varje dag. Nyhetstidningar har, till skillnad från andra medier i Thailand, en mindre begränsning från regeringen. Det finns dock mediebolag som stöttas eller kontrolleras av regeringen eller militären.
I Thailand lever det kvar lagar och regler som förhindrar skribenter att publicera negativa uttalanden om den kungliga familjen. Enligt Britannica har journalister blivit beordrade att lämna landet, eller åtalade. Exempel på en tidning i Thailand är Daily News. Denna tidning grundades samma år som militären hade makten i landet, 1970, och av den anledningen relateras bolaget med militären idag. Den goda relationen påverkar det som skrivs, och publikationerna är ofta positivt riktade till regeringens fördel. Enligt mätningar väljer hälften av befolkningen Daily News. Ett annat exempel på dagspress är Thai Rath som är den äldsta tidningen i Thailand. Den anses även vara den mest influerade tidningen och grundades av Kampol Wacharapol. Tidningar som inte kopplas samman med militären eller regeringen är bland annat Thai Post, som ägs av Thai Journal Group Co. Thai Post har tidigare ifrågasatt att premiärministern får artiklar skrivna till sin fördel. Till följd av detta blev bolaget stämt av Shin Corperation som ägs av premiärministerns familj.

## Television
Tv är den mest inflytelsefulla mediet i Thailand. År 2000 uppskattades det att per 1 000 invånare var det 284 tv-apparater. Det statliga bolaget heter Television of Thailand. Bolaget grundades år 1955, och därmed blev Thailand det första sydostasiatiska landet med television.
Televisionen är starkt bunden till regeringen och militären. De har i princip kontroll över alla tv-kanaler och kan därför bestämma vad som får sändas. Det finns möjligheter att installera kabel-tv, och detta är ett ökande alternativ för thailändska invånare, dock behöver man betala för en prenumeration. Kabel-tv:n är även något som regeringen styr över.

## Radio
Radio Thailand (RTH) är det statliga radiobolaget och grundades år 1930. De sänder på 3 olika kanaler landet över, samt har även vissa utlandssändningar. Sammanlagt finns det ungefär 500 olika radiostationer. Sedan 1990-talet har antalet lyssnare minskat då invånarna väljer att använda sig av internet för att få information. Enligt en mätning från 2000 var det 235 radiomottagare per 1 000 invånare.
Radion i Thailand är stark kontrollerad av militären och staten. I vissa fall har staten stängt ner vissa stationer för att dessa ansågs som kritiska mot landet, och därmed regeringen och militären. Det kunde även vara för att stationen har förnedrat eller på annat sätt kränkt den kungliga familjen.

## Public service
Thai Public broadcasting service (TPBS) infördes 2008. Den följer och anpassar sig efter regeringens lagar och vilja, men är inte ägt av regeringen eller militären. ITV är den kanal som påstås sända utan statens vilja, dock är detta något som kan ifrågasättas då premiärministern i Thailand Thaksin Shinawatra tog över stationen och därmed avskedade ITV-anställda.